# گوت‌ها
گوت‌ها به انگلیسی: (The Goths) یکی از قبیله‌های ژرمن شرقی بودند که در سده‌های سوم و چهارم میلادی، به امپراتوری روم حمله می‌کردند. گوت‌ها در سده‌های پنجم و ششم به دو شاخه تقسیم شدند :
یک شاخه استروگوت‌ها (گوت‌های شرقی) و شاخه دیگر ویزیگوت‌ها (گوت‌های غربی) بودند. گوت‌ها به امپراتوری روم در دوره کوچ در سال ۴۱۰ م. حمله کردند و ایالتی از امپراتوری روم یعنی شبه‌جزیره ایبری و ایتالیا را تصرف و حکومتی جدید را پایه گذاری کردند.
نیروهای گوت‌های باختری در سال ۴۱۰ م. به رم تاختند. پس از فروپاشی روم غربی، گوت‌ها تا دو سده و نیم دیگر در اروپا نقش بزرگی را بازی کردند. آن‌ها در آغاز سده پنجم م. به شبه‌جزیره ایبری کوچ کردند.

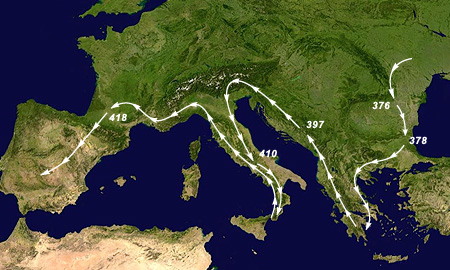
نقشه کوچ ویزیگوت‌ها یکی از دو شاخه اصلی گوت‌ها

واژهٔ گوتیک از نام این قوم گرفته شده‌است که اساساً اشاره به شیوهٔ معماری بسیار رایج در اروپای قرن ۱۶ _ ۱۲ میلادی دارد. یک رمان گوتیک، شکل داستانی مشهوری است که ریشه در اواخر قرن ۱۸ میلادی در انگلستان دارد.از محیط‌های استفاده شده در این رمان‌ها اغلب از تاریخ و شخصیت‌های ترس‌آور و رازگونه الهام گرفته می‌شود تا داستان‌هایی دربارهٔ غم و اندوه، وحشت، بی رحمی و ماوراءالطبیعه خلق شود.
در سال ۴۰۸ میلادی، بربرها عملاً به دروازه‌های اروپا رسیده بودند و آلاریک یکم پادشاه گوت‌ها سپاهیانش را از امپراتوری روم شرقی در مسیری به سمت غرب تا یونان و کوه‌های آلپ و سپس سراسر ایتالیا هدایت کرده بود.
در آن زمان گوت‌ها رم، پایتخت روم غربی را محاصره کردند و تمام وسایل نقلیه ورودی و خروجی را زیر نظر گرفتند و بازرسی کردند. شهروندان رم نمی‌توانستند کاری جز زندگی در حصار برج و باروهای شهر و انتظار کشیدن تا اقدام بعدی بربرها انجام دهند. آن‌ها هیچ وسیله‌ای برای ارتباط گرفتن با دنیای خارج نداشتند و ذخیره غذاییشان نیز کم‌کم به پایان می‌رسید. اجساد مردگان در سرتاسر شهر روی هم انباشته می‌شدند و زیر آفتاب مرداد ماه باد می‌کردند و فاسد می‌شدند. طبق گزارش‌ها، اهالی شهر دوستان خود را می‌کشتند و گوشتشان را درجا می‌خوردند.
بعضی از افراد حتی داستان مادرانی را به گوش خود شنیدند که بچه‌های خود را می‌کشتند و می‌خوردند. یک داستان دیگر که سر زبان‌ها افتاد این بود که سرنا- خواهرزاده امپراتور فقید تئودوسیوس، بیوه استیلیکو سردار رمی و مادر میانجی هونوریوس بچه- امپراتور رم غربی در خفا با آلاریک تبانی کرده بود که گوت‌ها را به شهر رم راه دهد تا شهروندان رم را از دم تیغ بگذرانند و هلاک کنند.
پدر شوهر سرنا از بربرها و یک واندال بود. مردم می‌گفتند آنکه فقط یک بار بربرها را دوست داشته، همیشه دوست‌دار آن‌ها خواهد بود. سنا خیلی شتابان به اعدام سرنا رأی داد و او بی‌درنگ دستگیر و خفه شد.
نمایندگان رم جسورانه تن به خطر دادند و از شهر خارج شدند و با آلاریک دیدار کردند تا دربارهٔ خروج مسالمت‌آمیز آلاریک مذاکره کنند. درخواست‌های آلاریک برای این منظور شامل مقادیری طلا، نقره و آزاد کردن تک‌تک برده‌های بربر در داخل شهر رم می‌شد.
نمایندگان از او پرسیدند «تو برای ما چه برجا خواهی گذاشت؟» او در پاسخ گفت «جان شما را». رمی‌ها گرچه عملاً نمی‌توانستند به درخواست او پاسخ مثبت دهند، اما از این معامله پا پس کشیدند.
بدین ترتیب، آلاریک از سطح و مقدار درخواست‌هایش کاست ولی از درخواست آزاد کردن بربرهای ساکن در شهر رم دست برنداشت. معامله به این ترتیب عملی شد و دروازه‌های رم با تحویل نروت‌ها و بربرهای آزاد شده گشوده شدند. نزدیک ۳۰هزار برده بربر از شهر رم بیرون ریخته شدند بسیاری از آن‌ها نخستین بار بود که از آن شهر خارج می‌شدند.
آلاریک به عهد خود وفا کرد؛ رم از محاصره خارج شد و به مقامات شهر اجازه داد که برای ورود کالا و مواد خوراکی و خروج آن‌ها از بندرگاه رم دست به کار شوند.
این یک کجروی تاریخی نبود؛ فرماندهان نظامی گوت‌ها مانند همتایان رمی خود غالباً مایل بودند از دوراندیشی خود بهره گیرند، با دشمن مذاکره کنند و اگر از دیدگاه راهبردی ضرورت داشته باشد شمشیرشان را بر زمین بگذارند.
در آستانه دوره مهاجرت قبایل شمالی (۷۰۰–۳۰۰ میلادی) و اوج‌گیری یورش آن‌ها به درون امپراتوری رم و سرزمین‌های مجاور آن، شکاف بین قبایل شمالی ژرف‌تر شد. قبایل مختلف هدف‌هایی متفاوت در برخورد با امپراتوری رم داشتند ولی گوت‌ها به علت اشتیاقی که به آشتی با رمیان و پذیرفته شدن نزد آن امپراتوری داشتند، با قبایل دیگر فرق می‌کردند.